# Salt d'aigua de Ciucaș
El salt d'aigua i el llac de Ciucaș són atractius turístics naturals d’importància local. Es troben al curs inferior de la vall de Hășdate, aigües avall de les gorges de Cheile Turzii, no gaire lluny del poble de Cornești, al sud-oest de Turda.
El salt d'aigua de Ciucaș té una alçada de només 5 m i a la seva base hi ha un petit llac, en el qual s’acumula l’aigua que remolina sobre la cascada.